# 미나 (사우디아라비아)

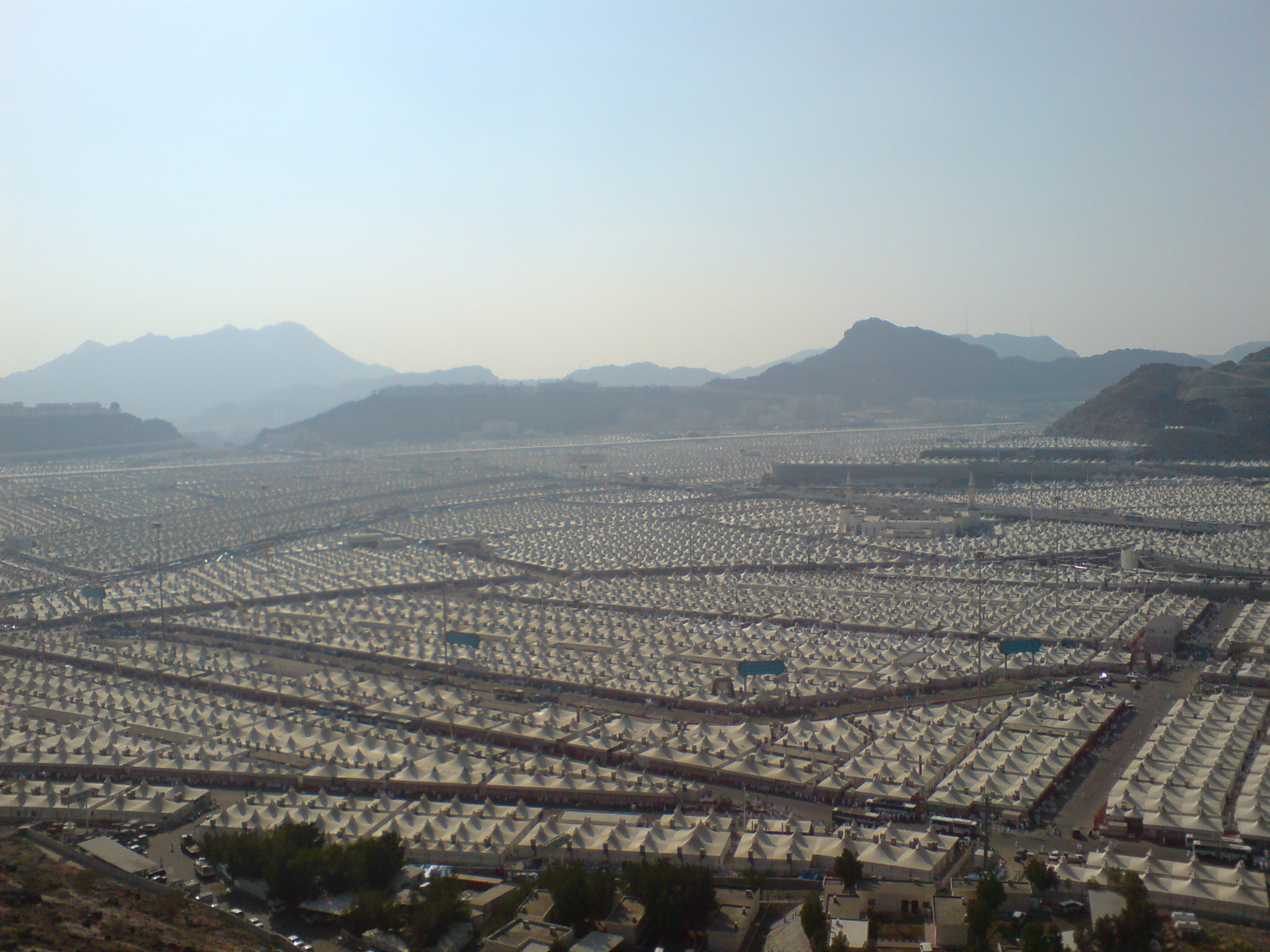
미나

미나(منى)는 사우디아라비아 메카주 메카의 지역이다. 메카에서 동쪽으로 5km에 있다.

## 같이 보기
- 아라비아반도